# Микитенко Олег Іванович
Олег Іванович Микитенко (22 грудня 1928, Харків — 26 жовтня 2020, Київ) — український літературознавець і перекладач. Кандидат філологічних наук (1974). Батько журналіста, літературознавця і перекладача Юрія Микитенка та дипломата Євгена Микитенка.

## Життєпис
Народився 22 грудня 1928 р. в Харкові в родині письменника Івана Микитенка. Закінчив Київський державний університет ім. Т. Г. Шевченка (1952). Очолював з 1986 р. журнал «Всесвіт».
Автор сценаріїв документальних фільмів: «Слово про письменника й громадянина» (1967), «Шляхи комунарів» (1984).
Автор книг: «В червоних лавах. З історії міжнародних зв'язків української радянської літератури» (1974), «Шляхами дружби» (1984).
Має понад 200 статей в збірниках, періодиці, 22 книги різних авторів в перекладі з чеської, словацької, російської, італійської, санскриту (у співавторстві);
упорядник і редактор понад 20 книг.
Володів чеською, англійською мовами.
Помер 26 жовтня 2020 року.

## Звання та нагороди
- Нагороджений орденом Дружби народів.
- Заслужений працівник культури України (10.2001).
- Лауреат премії імені Миколи Лукаша (1998).
- Нагороджений орденом «За заслуги» ІІ ступеня[3][4].
- Член Національної Спілки письменників України.
- Член Спілки журналістів України (з 1959), Всеукраїнської асоціації сходознавців (з 1991).
- Член президії Ради Товариства «Україна і світ»;
- член президії Товариства «Україна-Китай».
- Один із засновників і член президії Українського товариства охорони пам'яток історії та культури (1968—1997).